# 赵巷镇
赵巷镇，是中华人民共和国上海市青浦区下辖的一个镇。面积36.35平方公里。户籍人口2.32万人（2008年）。镇人民政府驻赵兴路90号。

## 行政区划
赵巷镇下辖5个居委会及8个村委会：赵巷居委会、北崧居委会、新镇居委会、金葫芦社区居委会、金葫芦第二社区居委会、南崧村村委会、方夏村村委会、和睦村村委会、垂姚村村委会、沈泾塘村村委会、崧泽村村委会、中步村村委会、金汇村村委会。